# Pycnogonum cessaci
Pycnogonum cessaci is een zeespin uit de familie Pycnogonidae. De soort behoort tot het geslacht Pycnogonum. Pycnogonum cessaci werd in 1911 voor het eerst wetenschappelijk beschreven door Bouvier. 